# Wereldkampioenschappen zwemmen 2019 – 4×100 meter wisselslag mannen
De 4×100 meter wisselslag voor mannen op de wereldkampioenschappen zwemmen 2019 in Gwangju vond plaats op 28 juli 2019. Na afloop van de series kwalificeren de acht snelste ploegen zich voor de finale.

## Records
Voorafgaand aan het toernooi waren dit het wereldrecord en het kampioenschapsrecord
| Wereldrecord         | Verenigde Staten Aaron Peirsol Eric Shanteau Michael Phelps David Walters | 3.27,28 | Rome | 2 augustus 2009 |
| Kampioenschapsrecord | Verenigde Staten Aaron Peirsol Eric Shanteau Michael Phelps David Walters | 3.27,28 | Rome | 2 augustus 2009 |

## Uitslagen

### Series
| Rang | Serie | Baan | Namen               | Land | Tijd    | Bijz. |
| ---- | ----- | ---- | ------------------- | --- | ------- | ----- |
| 1    | 2     | 3    | Rusland             | Kliment Kolesnikov (53.75) Anton Tsjoepkov (58.90) Michail Vekovisjstsjev (50.87) Vladislav Grinev (47.20) | 3:30.72 | Q     |
| 2    | 3     | 5    | Verenigde Staten    | Matt Grevers (52.89) Michael Andrew (59.75) Jack Conger (51.70) Zach Apple (47.59)                         | 3:31.93 | Q     |
| 3    | 2     | 4    | Japan               | Ryosuke Irie (53.83) Yasuhiro Koseki (58.66) Naoki Mizunuma (51.76) Katsumi Nakamura (48.09)               | 3:32.34 | Q     |
| 4    | 3     | 3    | Verenigd Koninkrijk | Luke Greenbank (54.11) James Wilby (59.02) James Guy (51.41) Duncan Scott (47.81)                          | 3:32.35 | Q     |
| 5    | 2     | 5    | Australië           | Mitch Larkin (53.47) Matthew Wilson (59.16) Matthew Temple (51.27) Clyde Lewis (48.60)                     | 3:32.50 | Q     |
| 6    | 3     | 6    | Brazilië            | Guilherme Guido (53.35) João Gomes Júnior (59.68) Vinicius Lanza (51.66) Breno Correia (47.89)             | 3:32.58 | Q     |
| 7    | 3     | 4    | China               | Xu Jiayu (53.06) Yan Zibei (58.67) Li Zhuhao (52.19) He Junyi (49.50)                                      | 3:33.42 | Q     |
| 8    | 3     | 2    | Duitsland           | Christian Diener (54.56) Fabian Schwingenschlögl (59.67) Marius Kusch (51.48) Damian Wierling (48.31)      | 3:34.02 | Q     |
| 9    | 3     | 1    | Wit-Rusland         | Mikita Tsmyh (54.98) Ilja Sjymanovich (58.30) Jaoehen Tsoerkin (52.46) Artsjom Matsjekin (48.82)           | 3:34.56 |       |
| 10   | 3     | 7    | Canada              | Markus Thormeyer (54.36) Richard Funk (1:00.23) Joshua Liendo (52.09) Yuri Kisil (48.11)                   | 3:34.79 |       |
| 11   | 2     | 2    | Litouwen            | Danas Rapšys (54.66) Andrius Šidlauskas (59.51) Deividas Margevičius (52.53) Simonas Bilis (48.18)         | 3:34.88 |       |
| 12   | 2     | 7    | Hongarije           | Richárd Bohus (54.16) Dávid Horváth (1:01.99) Sebastian Sabo (51.00) Nándor Németh (47.96)                 | 3:35.11 |       |
| 13   | 2     | 6    | Italië              | Simone Sabbioni (54.82) Nicolò Martinenghi (59.48) Federico Burdisso (52.10) Manuel Frigo (48.83)          | 3:35.23 |       |
| 14   | 1     | 8    | Ierland             | Shane Ryan (54.39) Darragh Greene (59.08) Brendan Hyland (53.11) Jordan Sloan (49.28)                      | 3:35.86 |       |
| 15   | 3     | 8    | Nederland           | Nyls Korstanje (56.11) Arno Kamminga (59.28) Mathys Goosen (52.60) Jesse Puts (48.78)                      | 3:36.77 |       |
| 16   | 1     | 4    | Turkije             | Metin Aydın (55.72) Berkay Öğretir (59.74) Ümitcan Güreş (52.52) Hüseyin Emre Sakçı (48.87)                | 3:36.85 |       |
| 17   | 2     | 0    | Zuid-Korea          | Lee Ju-ho (54.62) Moon Jae-kwon (1:00.78) Yun Seok-hwan (52.61) Yang Jae-hoon (48.96)                      | 3:36.97 |       |
| 18   | 3     | 9    | Zwitserland         | Roman Mityukov (54.62) Yannick Käser (1:00.59) Jérémy Desplanches (52.35) Nils Liess (49.42)               | 3:36.98 |       |
| 19   | 1     | 3    | Kroatië             | Anton Lončar (55.52) Nikola Obrovac (1:00.01) Nikola Miljenić (52.93) Bruno Blašković (48.72)              | 3:37.18 |       |
| 20   | 1     | 5    | Israël              | Yakov Toumarkin (54.36) Itay Goldfaden (1:01.09) Tomer Frankel (52.76) Meiron Cheruti (49.30)              | 3:37.51 |       |
| 21   | 2     | 9    | Polen               | Radosław Kawęcki (55.10) Jan Kałusowski (1:02.17) Konrad Czerniak (52.01) Kacper Majchrzak (48.81)         | 3:38.09 |       |
| 22   | 2     | 8    | Kazachstan          | Adil Kaskabaj (56.83) Dmitri Balandin (58.52) Adilbek Moessin (52.71) Aleksandr Varakin (50.07)            | 3:38.13 |       |
| 23   | 2     | 1    | Zuid-Afrika         | Christopher Reid (55.06) Michael Houlie (1:01.16) Chad le Clos (50.94) Ryan Coetzee (51.02)                | 3:38.18 |       |
| 24   | 1     | 2    | Egypte              | Mohamed Samy (55.23) Youssef El-Kamash (1:00.97) Abdelrahman Sameh (53.99) Ali Khalafalla (48.84)          | 3:39.03 |       |
| 25   | 1     | 6    | Chinees Taipei      | Chuang Mu-lun (55.89) Chen Chih-ming (1:01.67) Chu Chen-ping (53.41) Wang Yu-lian (49.89)                  | 3:40.86 |       |
| 26   | 3     | 0    | Singapore           | Quah Zheng Wen (55.34) Lionel Khoo (1:02.44) Jonathan Tan Eu Jin (54.13) Darren Chua Yi Shou (49.67)       | 3:41.58 |       |
| 27   | 1     | 7    | Hongkong            | Cheuk Yin Ng (58.48) Michael Ng Yu Hin (1:04.80) Nicholas Lim (54.95) Ian Ho (49.78)                       | 3:48.01 |       |
| 28   | 1     | 1    | Maleisië            | | DNS     |       |

### Finale
| Rang   | Baan | Namen                                                                                                 | Land                | Tijd    | Bijz. |
| ------ | ---- | --- | ------------------- | ------- | ----- |
| Goud   | 6    | Luke Greenbank (53,95) Adam Peaty (57,20) James Guy (50,81) Duncan Scott (46,14)                      | Verenigd Koninkrijk | 3.28,10 |       |
| Zilver | 5    | Ryan Murphy (52,92) Andrew Wilson (58,65) Caeleb Dressel (49,28) Nathan Adrian (47,60)                | Verenigde Staten    | 3.28,45 |       |
| Brons  | 4    | Jevgeni Rylov (52,57) Kirill Prigoda (58,68) Andrej Minakov (50,54) Vladimir Morozov (47,02)          | Rusland             | 3.28,81 |       |
| 4      | 3    | Ryosuke Irie (53,54) Yasuhiro Koseki (58,16) Naoki Mizunuma (51,16) Katsumi Nakamura (47,49)          | Japan               | 3.30,35 |       |
| 5      | 2    | Mitch Larkin (53,16) Matthew Wilson (59,67) Matthew Temple (50,99) Kyle Chalmers (46,60)              | Australië           | 3.30,42 |       |
| 6      | 7    | Guilherme Guido (53,20) João Gomes Júnior (58,80) Vinicius Lanza (51,29) Marcelo Chierighini (47.57)  | Brazilië            | 3.30,86 |       |
| 7      | 1    | Xu Jiayu (52,97) Yan Zibei (58,26) Li Zhuhao (51,72) Cao Jiwen (48,66)                                | China               | 3.31,61 |       |
| 8      | 8    | Christian Diener (54,83) Fabian Schwingenschlögl (59,26) Marius Kusch (50,79) Damian Wierling (47,98) | Duitsland           | 3.32,86 |       |